# Routier
Routier (okzitanisch: Rotièr) ist eine südfranzösische Gemeinde mit 234 Einwohnern (Stand: 1. Januar 2022) im Zentrum des Départements Aude in der Region Okzitanien (vor 2016 Languedoc-Roussillon). Die Gemeinde gehört zum Arrondissement Limoux und zum Kanton La Piège au Razès. Die Einwohner werden Rotiérois genannt.

## Lage
Routier liegt in der südöstlichen Randzone des Lauragais in der ehemaligen Grafschaft Razès etwa 26 Kilometer südwestlich von Carcassonne. Umgeben wird Routier von den Nachbargemeinden Cambieure im Norden, Brugairolles im Nordosten, Malviès im Osten und Südosten, Lauraguel im Osten und Südosten, Pauligne im Südosten, Donazac im Süden, Alaigne im Westen sowie Belvèze-du-Razès im Nordwesten.

## Bevölkerungsentwicklung
| Jahr                       | 1962 | 1968 | 1975 | 1982 | 1990 | 1999 | 2006 | 2019 |
| Einwohner                  | 352  | 279  | 262  | 250  | 237  | 225  | 252  | 241  |
| Quellen: Cassini und INSEE |      |      |      |      |      |      |      |      |

## Sehenswürdigkeiten
- Kirche Saint-Laurent aus dem 13. Jahrhundert
- Schloss Routier aus dem 16. Jahrhundert

## Persönlichkeiten
- Lazare Escarguel (1816–1893), Politiker